# Остроухово (Рязанская область)
Остроухово — село в Захаровском районе Рязанской области России, входит в состав Добро-Пчёльского сельского поселения.

## География
Село расположено в 14 км на запад от центра поселения села Добрые Пчёлы, в 17 км на северо-запад от райцентра села Захарово.

## История
В селе Остроухове церковь во имя Успения Божией Матери была построена в XVII веке и по окладным книгам за 1676 год именовалась Никольской. При ней было 105 приходских дворов, в том числе 4 двора боярских, а церковной земли и сенных покосов при ней не было. Церковь эта существовала до середины XVIII столетия. Причт упразднен был в 1842 году. Церковь каменная в этом селе была построена в 1730 году в честь Успения Божией Матери. То есть, в селе некоторое время существовало две церкви. Успенский храм был построен на средства помещика Николая Григорьевича Ченцова (Чернцова). В этом храме были приделы в честь Николая Чудотворца и Владимирской иконы Божией Матери. Они были устроены в 1870 году московским почетным гражданином Дмитрием Петровичем Сорокоумовским. Об этом событии имеется запись в клировых ведомостях за 1915 год: "трапезная часть была расширена и перестроена и настоящая исправлена". К 1915 году храм был покрыт железом, стоял в одной связи с колокольней. Престолов в нем было три. Главный - во имя Успения Божией Матери - холодный. В трапезной части справа - во имя святителя и чудотворца Николая и слева - во имя равноапостольного князя Владимира. Утварью достаточна. На церковной земле была церкно-приходская школа с церковной сторожкой, деревянные, крытые железом. Школа находилась в собственном доме, содержалась за счет сельского общества. В 1915 году в школе обучалось 27 девочек и 28 мальчиков. 
В XIX — начале XX века село являлось центром Остроуховской волости Михайловского уезда Рязанской губернии. В 1905 году в селе было 192 двора.
С 1929 года село являлось центром Остроуховского сельсовета Больше-Коровинского района Рязанского округа Московской области, с 1937 года — в составе Рязанской области, с 1956 года — в составе Захаровского района, с 2005 года — в составе Добро-Пчёльского сельского поселения.

## Население
| 1859 | 1897  | 1905 | 2010 | 2023 |
| ---- | ----- | ---- | ---- | ---- |
| 1118 | ↘1102 | ↘984 | ↘223 | ↘180 |

## Достопримечательности
В селе находится действующая Церковь Успения Пресвятой Богородицы (1736). 